# Tabanac
Tabanac é uma comuna francesa na região administrativa da Nova Aquitânia, no departamento da Gironda. Estende-se por uma área de 8,01 km². Em 2010 a comuna tinha 1 106 habitantes (densidade: 138,1 hab./km²).